# Pascal Lièvre
 (août 2008).
Pascal Lièvre est un plasticien français né le 3 avril 1963 à Lisieux (France).

## Filmographie
- 2000 : Lacan Dalida
- 2001 : Abba Mao
- 2002 : I love America
- 2002 : Antichambre
- 2003 : Axis of Evil
- 2003 : La Vie en rose
- 2004 : Teach me how to love (Savoir aimer)
- 2004 : Even Ghosts Remake
- 2004 : Jean-Luc Godard contre Steve Mc Queen
- 2005 : Music non stop
- 2005 : Révolution
- 2005 : Eyes Wide Shut
- 2005 : Reflecting Pool 2005
- 2005 : Ainsi parlait Zarathoustra dans le vent
- 2005 : Adam et Ève
- 2005 : Tout est bien qui finit bien
- 2005 : Taburen
- 2005 : Gary Hill Mediations « I'm God Iran it's Hell »
- 2005 : Patriotic (avec Benny Nemerofsky Ramsay)
- 2006 : Lenin Lenon (avec Mihai Grecu)
- 2006 : UMP, un mouvement populaire
- 2006 : The Creationnist
- 2007 : Putin
- 2007 : Aérobic Kant
- 2007 : Aérobic Nietzsche
- 2007 : Aérobic Spinoza
- 2007 : Aérobic Heidegger
- 2007 : Edouard
- 2007 : Marie
- 2007 : Rain (avec Alice Kok)
- 2007 : Women in Love
- 2008 : Don't Kill Britney
- 2008 : La France qui travaille
- 2008 : People are People
- 2008 : Where is Michael ?
- 2008 : Freud mis à nu par le célibataire
- 2008 : Gengo (avec Stephen Sarrazin)

## Performances
- 2003 : Death control version Twins
- 2004 : Le baiser de l’artiste d’ORLAN à un euro à la FIAC - Le baiser de l’artiste d’Orlan à 10 $HK
- 2005 : Oops I did la messe pour un corps de Michel Journiac again - Bouge pas, meurs, ressuscite - Le baiser de l’artiste d’Orlan à un dollar canadien
- 2006 : Quatre blondes et un canapé remake Edouard Levé - Hong Kong Stars - Le baiser de l’artiste at one pound (Paris calling) - Madonnabramovic